# Staatenloser
Ein Staatenloser ist gemäß dem Staatenlosenübereinkommen der Vereinten Nationen vom 28. September 1954 „eine Person, die kein Staat auf Grund seiner Gesetzgebung als seinen Angehörigen betrachtet.“ Einfacher ausgedrückt ist ein Staatenloser eine Person ohne Staatsbürgerschaft, die von keinem Staat geschützt wird. Im völkerrechtlichen Sinn gilt Staatenlosigkeit – ebenso wie mehrfache Staatsangehörigkeit – als Anomalie. Staatenlosigkeit ist jedoch nicht völkerrechtswidrig, da es keinerlei Abkommen gibt, das Staatenlosigkeit verböte. Die genaue Anzahl der Staatenlosen kann nicht angegeben werden, UNHCR spricht von weltweit einigen Millionen.
Im Unterschied zum Staatenlosen bezeichnet der Begriff „Heimatloser“, der im Grimm’schen Wörterbuch von 1871 zum ersten Mal aufgeführt wird, üblicherweise eine eher emotionale oder weltanschauliche Befindlichkeitsstörung – siehe dazu allerdings den Begriff Heimatloser Ausländer, der dem in der ehemaligen amerikanischen und britischen Besatzungszone verwendeten Begriff Displaced Persons entspricht.

## Einige Gründe der Staatenlosigkeit
Die Anzahl der Auslöser variiert in einzelnen staatsrechtlichen Darstellungen. Abhängig davon, wie tiefgehend die einzelnen Gründe aufgesplittet werden, ergibt sich eine entsprechend höhere Zahl.

### De-jure-Staatenlosigkeit in Folge eines Gesetzeskonflikts
Gesetzeskonflikte können prinzipiell in jedem Rechtsbereich auftreten, wo nicht aufeinander abgestimmte nationale Gesetze mehrerer Staaten aufeinanderprallen. In den meisten Fällen sind damit negative Folgen verbunden. Vor solchen Gesetzeskonflikten ist auch das innerstaatliche Staatsangehörigkeitsrecht nicht gefeit. Somit gibt es theoretisch ebenso viele Staatsangehörigkeitskonzepte wie Staaten, praktisch haben sich jedoch das Abstammungsprinzip und das Geburtsortprinzip herausgebildet. Allein diese zwei Konzepte reichten aus, um unzählige Fälle der reinsten Form der Staatenlosigkeit – der de jure-Staatenlosigkeit – hervorzubringen.

### Auflösung von Staaten als Auslöser von Staatenlosigkeit
Die Staatenlosigkeit entsteht, wenn sich Staaten auflösen und dadurch Gruppen entstehen, die nicht in ein neues Staatengefüge passen. Beispiele dafür sind:

#### Auflösung der Donaumonarchie

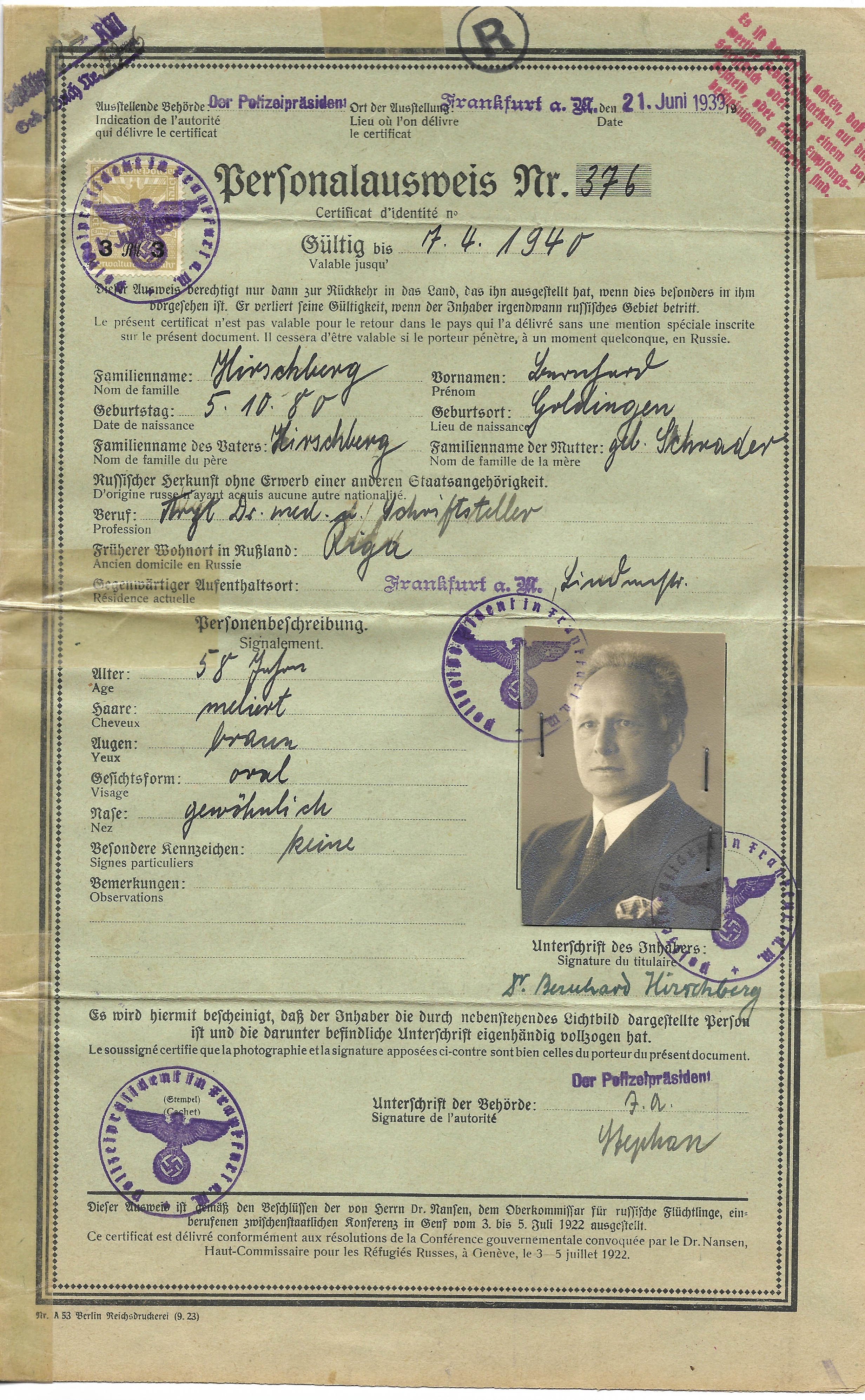
Nansen-Pass für Staatenlosen aus Russland, 1939

Der Erste Weltkrieg endete mit der Niederlage der Mittelmächte im November 1918. Neben millionenfachen menschlichen Opfern führte dieser Krieg auch zum Zerfall der Habsburgermonarchie, deren ehemaliges Territorium sieben Nachfolgestaaten beanspruchten. Der die Staatsangehörigkeit regelnde Vertrag von Saint-Germain wurde allerdings erst am 10. September 1919 unterzeichnet und trat am 16. Juli 1920 in Kraft. Die mit diesem Friedensvertrag verbundenen staatsangehörigkeitsrechtlichen Probleme beruhen auf altösterreichischen heimatrechtlichen Bestimmungen, die letztlich auf die Polizeiordnung von Karl V. von 1530 zurückgehen. Personen, die nicht in die Vorstellungen der neuen Nationalstaaten passten, bekamen auch nicht deren Staatsangehörigkeit und wurden – obwohl in dem Land ansässig – damit staatenlos.
In der Zwischenkriegszeit waren Millionen von Russen, Armeniern, Italienern, Spaniern, Deutschen und – nach dem Anschluss Österreichs – Österreichern zu irgendeinem Zeitpunkt auf der Flucht.

#### Auflösung des Zarenreiches
Erstmals zu einem „politischen Problem allererster Ordnung“ (Hannah Arendt: Elemente und Ursprünge totaler Herrschaft, S. 582) wurden Staatenlose nach der Oktoberrevolution 1917 und dem darauffolgenden Bürgerkrieg. In Sowjetrussland wurde am 15. Dezember 1921 ein Dekret erlassen, wonach Personen mit mehr als fünfjährigem Auslandsaufenthalt, Personen, die nach dem 7. November 1917 ohne staatliche Erlaubnis ins Ausland verreist waren, Angehörige der Weißen Armee bzw. die sich nicht bei sowjetrussischen Auslandsvertretungen angemeldet hatten, ihre Staatsbürgerschaft verloren.

#### Auflösung der Sowjetunion
Nach der Auflösung der Sowjetunion wurde Lettland unabhängig. Eine halbe Million in Lettland lebender Russen bekamen nach der Unabhängigkeit nicht die lettische Staatsbürgerschaft, wurden damit staatenlos. 2023 sind 9,3 % der lettischen Bevölkerung daher sogenannte Nichtbürger.

#### Palästinensische Autonomiegebiete
Palästinenser erhielten nach dem Nationality law von 1952 die israelische Staatsbürgerschaft, wenn sie seit der Gründung Israels 1948 in dessen Staatsgebiet lebten. Wer im Westjordanland oder im Gazastreifen lebte, blieb staatenlos, weil diese „vorübergehend besetzten Gebiete“ nicht zum Staatsgebiet Israels gehören. Seit 1949 waren die Bewohner des Westjordanlandes Jordanier, verloren diese Staatsangehörigkeit 1988 aber wieder, als Jordanien das Westjordanland zugunsten der PLO aufgab. Bewohner der Autonomiegebiete erhalten von ihren Behörden einen palästinensischen Reisepass, den seit 1995 auch Israel anerkennt. In den meisten westlichen Ländern gelten Palästinenser aus dem Westjordanland und dem Gazastreifen jedoch als staatenlos.

### Staatenlosigkeit wegen religiöser Diskriminierung
Diese Staatenlosigkeit entsteht dadurch, dass die Regierung einer Minderheit die Staatsangehörigkeit entzieht, weil diese aufgrund ihrer Religion nicht mehr geduldet werden.

#### Juden im Königreich Rumänien
Im Königreich Rumänien wurden mit Bestimmungen von 1864 und 1886 „Einheimische von nicht-christlicher Konfession“, d. h. hauptsächlich rumänische Juden, zu Ausländern erklärt. Demzufolge wurden diese Personen staatenlos, da sie weder die rumänische noch sonst eine Staatsangehörigkeit hatten, und unterlagen fortan staatlicher Diskriminierung.

#### Ausbürgerung von Juden aus Deutschland 1933

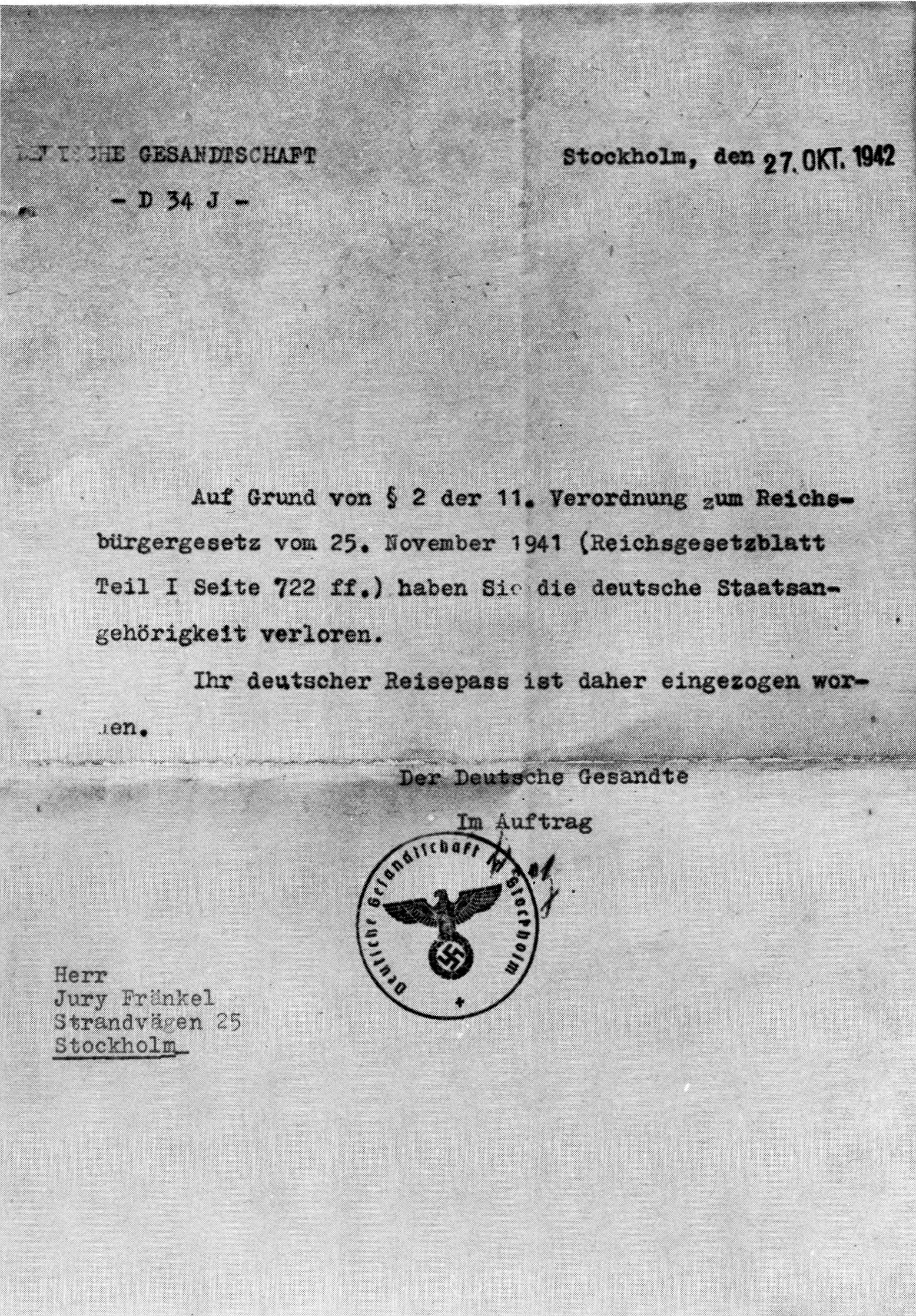
Ausbürgerungs-Mitteilung

Rechtsgrundlage für die Ausbürgerungen im NS-Staat war das Gesetz über den Widerruf von Einbürgerungen und die Aberkennung der deutschen Staatsangehörigkeit vom 14. Juli 1933. Aufgrund dieses Gesetzes wurden 359 Ausbürgerungslisten im Deutschen Reichsanzeiger veröffentlicht; insgesamt wurden bis zum Ende des Zweiten Weltkriegs 39.006 Personen ausgebürgert. Eine weitere Ausbürgerungswelle ergab sich durch das Reichsbürgergesetz von 1935, wonach Juden keine Reichsbürger sein konnten. Fortan hatten Juden in Deutschland mit dem Entzug der Staatsangehörigkeit zu rechnen, sobald sie Deutschland verließen. Auch in den besetzten Ländern drängte das NS-Regime darauf, dass den Juden vor der Deportation die jeweilige Staatsbürgerschaft entzogen wurde. Die Bevölkerungen in den besetzten osteuropäischen Staaten galten grundsätzlich als rechtlose Fremdvölkische und wurden Objekt von germanisierender Volkstumspolitik. Der NS-Staat, der im Zuge der Gleichschaltung am 5. Februar 1934 auf Grund des Artikels 5 des Gesetzes über den Neuaufbau des Reichs vom 30. Januar 1934 (RGBl. I S. 75) die Staatsangehörigkeit in den deutschen Ländern aufhob und die ausschließliche Reichsangehörigkeit als nationalstaatlich einheitliche deutsche Staatsangehörigkeit eingeführt hatte, unterschied ab 1935 mit dem Reichsbürgergesetz zusätzlich zwischen Reichsbürgern und ‚einfachen‘ Staatsangehörigen, „Angehörigen rassefremden Volkstums“.
Die 11. Verordnung vom 25. November 1941 legte fest, dass Juden „mit der Verlegung des gewöhnlichen Aufenthalts ins Ausland“ nachträglich die deutsche Staatsangehörigkeit verloren. Dies betraf etwa 250.000 bis 280.000 deutsche Juden, die emigriert waren und durch die Aberkennung staatenlos wurden, sofern sie nicht noch eine zweite Staatsangehörigkeit besaßen. So war die Staatenlosigkeit zwar nicht der eigentliche Zweck der Ausbürgerung – der vielmehr darin lag, emigrierte Juden auch rechtlich aus der deutschen Gemeinschaft auszugliedern –, jedoch eine zusätzliche Folge. Diese Verordnung hatte aber auch den Zweck, bei der anstehenden Deportation deutscher Juden den verbliebenen Rest ihres Vermögens an den NS-Staat zu bringen, ohne eine vordem übliche Einzelfallentscheidung durchführen zu müssen: „Das Vermögen des Juden, der die deutsche Staatsangehörigkeit auf Grund dieser Verordnung verliert, verfällt mit dem Verlust der Staatsangehörigkeit dem Reich. […] Das verfallene Vermögen soll zur Förderung aller mit der Lösung der Judenfrage im Zusammenhang stehenden Zwecke dienen.“ Auch Vererbungen und Schenkungen wurden verboten.
Entsprechend dem Kontrollratsgesetz Nr. 1 betreffend die Aufhebung von NS-Recht vom 20. September 1945 wurde die 11. Verordnung zum Reichsbürgergesetz zwar aufgehoben, jedoch ausgebürgerten Personen die deutsche Staatsangehörigkeit nicht wieder automatisch verliehen. Vielmehr musste ein Antrag auf Nichtigerklärung gestellt werden, um die Ausbürgerung ex nunc für ungültig zu erklären. Auch gemäß Artikel 116 des Grundgesetzes für die Bundesrepublik Deutschland von 1949 konnten die aus rassischen, religiösen oder politischen Gründen Ausgebürgerten die Wiedereinbürgerung beantragen. Erst mit Beschluss des Bundesverfassungsgerichts vom 14. Februar 1968 wurden diese Ausbürgerungen als „von Anfang an“ nichtig angesehen.

#### Ausbürgerung der Rohingya aus Myanmar
2015 wurden die muslimischen Rohingya aus Myanmar ausgewiesen und sind zum größten Teil in das muslimische Nachbarland Bangladesch geflohen. Deren Staatsbürgerschaft haben sie aber nie bekommen, sind damit staatenlos geworden.

### Staatenlosigkeit wegen nationaler Diskriminierung
Diese Staatenlosigkeit entsteht dadurch, dass die Regierung einer Minderheit die Staatsangehörigkeit entzieht, weil diese aus einem meist rassistischen Grund nicht mehr beliebt ist.

#### Armenier in der Türkei nach dem Ersten Weltkrieg
Im Ersten Weltkrieg starben zwischen 800.000 und 1.400.000 Armenier. Der Vertrag von Sèvres mit dem Osmanischen Reich, der unter anderem ein eigenständiges Gebiet Türkisch-Armenien vorgesehen hätte, wurde zwar unterzeichnet, wegen der Auflösung des Osmanisches Reiches jedoch nicht mehr umgesetzt. Die Anzahl jener, die den osmanischen Völkermord an den Armeniern überlebten und sich durch Flucht zu retten versuchten, wird mit 300.000 Menschen angegeben. Die Mehrzahl von ihnen gelangte nach Frankreich, weitere flüchteten in die USA, nach Kanada, in die Sowjetunion oder den Nahen Osten (Armenisches Viertel von Jerusalem). Zunächst wurden die geflüchteten Armenier nur als Flüchtlinge und De-facto-Staatenlose qualifiziert, später wurden sie auch zu De-jure-Staatenlosen.

### Staatenlosigkeit wegen politischer Diskriminierung
Die Staatenlosigkeit entsteht dadurch, dass aus dem Land geflohenen politischen Kontrahenten die Staatsbürgerschaft aberkannt wird.

#### Politische Kontrahenten in Griechenland während der Militärdiktatur
Während der Militärdiktatur in Griechenland von 1967 bis 1974 im Anschluss an den Obristenputsch verließen zahlreiche Griechen, meist Oppositionelle, Intellektuelle und Künstler, das Land. Die Militärjunta entzog den im Exil Lebenden per Dekret die griechische Staatsangehörigkeit. Die namhaftesten griechischen Staatenlosen waren Mikis Theodorakis, Melina Mercouri, Nana Mouskouri, Manolis Anagnostakis und Niki Eideneier-Anastassiadi.

### Ausbürgerungen als politische Waffe in der Zwischenkriegszeit
Schon während des Ersten Weltkrieges waren nationalstaatliche Gesetze erlassen worden, um ehemaligen Angehörigen von Feindstaaten die neu erworbene Staatsbürgerschaft zu entziehen. Den Anfang machte Frankreich mit einem Gesetz vom 7. April 1915. Später folgten andere europäische Staaten: 1922 erließ Belgien ein Gesetz zur Ausbürgerung von Bürgern mit „antinationalem“ Verhalten. 1926 schloss Italien der Staatsbürgerschaft „unwürdige“ Bürger aus. In Österreich erließ das Kabinett Dollfuß am 16. August 1933 eine Ausbürgerungsverordnung gegen Landesbürger, die „im Ausland offenkundig, auf welche Weise immer, Österreich feindliche Handlungen unterstützen (…)“ bzw. „sich ohne Ausreisebewilligung in einen Staat begeben, für den eine solche vorgeschrieben ist.“ Das Gesetz richtete sich hauptsächlich gegen Nationalsozialisten, Sozialdemokraten und Kommunisten.
Mit Ausbruch des Ersten Weltkriegs wurden in Frankreich lebende Deutschstämmige als gefährlich empfunden. 1915 war es der erste Staat, der die Denaturalisierung, das heißt Ausbürgerung von Staatsangehörigen, möglich machte. Österreich folgte 1933.

## Folgen der Staatenlosigkeit für die Betroffenen
Staatenlose verfügen über keine Personaldokumente, mit denen sie sich ausweisen können. Personaldokumente sind aber für alle wesentlichen Alltagsgeschäfte Voraussetzung, wie z. B. Kinder in der Schule anmelden, heiraten, Zugang zum Gesundheitssystem, eine Versicherung abschließen, ein Konto eröffnen, Besitz erwerben. Staatenlose verfügen auch nicht über den Schutz eines Staates und sind damit leichter Opfer und können einfacher als Sex- oder Arbeitssklaven missbraucht werden.
Für den in Frankreich lehrenden Politikwissenschaftler Enzo Traverso ist der Staatenlose eine Sinnbildfigur der „europäischen Krise“ oder des Zweiten Dreißigjährigen Krieges 1914–1945. Hannah Arendt, zwischen 1937 und 1951 staatenlos, stellt fest, dass die Friedenskonferenz von Versailles die Staatenlosen noch nicht zur Kenntnis nahm, obwohl das Problem mit dem Ersten Weltkrieg offenkundig geworden sei. Vielmehr seien das Nationalstaatsprinzip und das nationale Selbstbestimmungsrecht von Völkern in Verruf geraten, weil nur einem Bruchteil der betroffenen Völker nationale Souveränität zugestanden wurde. Das habe für die übergangenen Minderheiten zu weiterer Unterdrückung geführt, was politische Konfrontationen und bürgerkriegsähnliche Unruhen der Zwischenkriegszeit gefördert habe. Dabei seien Staatenlosigkeit das „neueste Phänomen, die Staatenlosen die neueste Menschengruppe der neueren Geschichte“ geworden, während vor dem Ersten Weltkrieg Staatenlose für Juristen nur ein „Kuriosum“ dargestellt hätten. Sie seien an der „Dreieinigkeit von Volk–Territorium–Staat“, auf der die Nationalstaaten beruhen, gescheitert. Gleichzeitig sei mit den massenhaft auftauchenden Flüchtlingen und Staatenlosen das für Individuen gedachte Asylrecht zusammengebrochen. Offenkundig sei dadurch geworden, dass mit dem Verlust der Staatsbürgerschaft für den Einzelnen keine Instanz für die Garantie seiner Menschenrechte mehr einstand, weil es Menschenrechte nur für den Nationalstaatsbürger, aber nicht für den Menschen an sich gebe. „Der einzige praktische Ersatz für das ihm mangelnde Territorium“ seien „immer wieder die Internierungslager“ gewesen; „sie sind die einzige patria, die die Welt den Apatriden (= Staatenlose) anzubieten hat.“ „Auch wo ihnen eine noch intakte Zivilisation das Leben sichert, sind sie, politisch gesprochen, lebende Leichname.“ Arendt schlussfolgert:
„Dass es so etwas gibt wie ein Recht, Rechte zu haben – und dies ist gleichbedeutend damit, in einem Beziehungssystem zu leben, in dem man aufgrund von Handlungen und Meinungen beurteilt wird –, wissen wir erst, seitdem Millionen Menschen aufgetaucht sind, die dieses Recht verloren haben und zufolge der neuen globalen Organisation der Welt nicht imstande sind, es wiederzugewinnen.“
In ihrem Buch Elemente und Ursprünge totaler Herrschaft (1955 erstmals auf Deutsch erschienen, 1986 als Taschenbuch) schreibt Arendt:
„Denaturalisierung und Entzug der Staatsbürgerschaft gehörten zu den wirksamsten Waffen in der internationalen Politik totalitärer Regierungen.“

## Gesetzliche Situation Staatenloser in Deutschland seit 2000

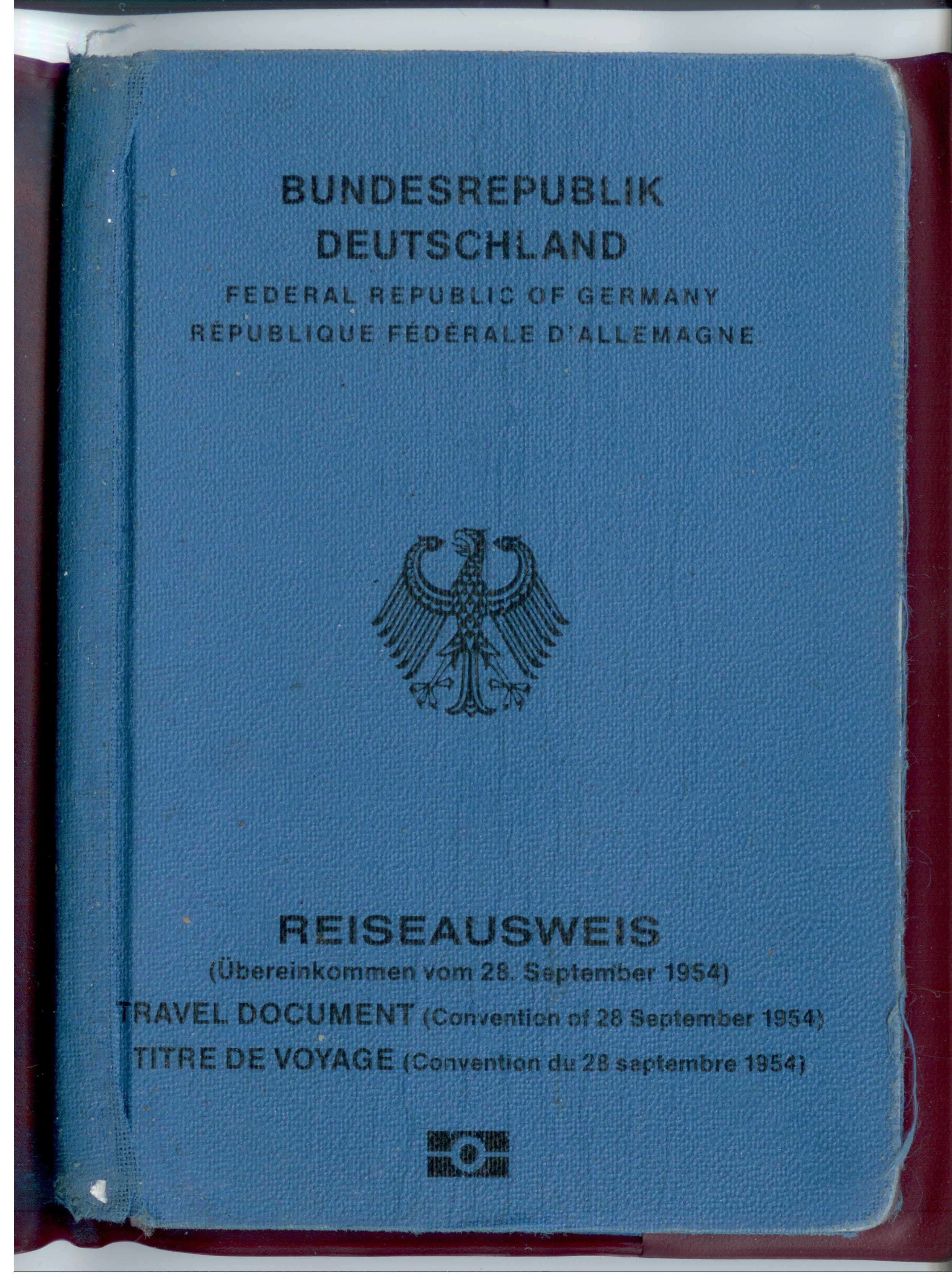
Reisepass für Staatenlose

Deutschland ist gemäß dem Staatenlosenübereinkommen verpflichtet, die Einbürgerung von Staatenlosen zu erleichtern. Entsprechend dem Staatsangehörigkeitsgesetz von 2000 kann sich derzeit ein Antragsteller z. B. unter Vorlage des Reiseausweises für Staatenlose einbürgern lassen, sofern er einige Voraussetzungen erfüllt. Dazu gehören ein seit mindestens sechs Jahren andauernder Aufenthalt in Deutschland, der Nachweis ausreichender deutscher Sprachkenntnisse sowie die Anerkennung der im Grundgesetz für die Bundesrepublik Deutschland verankerten freiheitlichen demokratischen Grundordnung (vgl. Einbürgerungstest). Eine weitere Vorbedingung ist, dass der Antragsteller seinen Lebensunterhalt und jenen seiner unterhaltsberechtigten Familienangehörigen ohne Sozialhilfe oder Arbeitslosengeld II bestreiten kann.
Kinder von Staatenlosen haben nach dem Ausführungsgesetz zu dem Übereinkommen zur Verminderung der Staatenlosigkeit vom 30. August 1961, das am 13. Dezember 1975 in Kraft trat, einen erweiterten Anspruch auf Einbürgerung. Dazu müssen sie im Hoheitsgebiet der Bundesrepublik Deutschland geboren worden sein, sich seit fünf Jahren rechtmäßig in Deutschland aufhalten, den Antrag vor Vollendung des 21. Lebensjahres stellen und nicht zu einer Freiheits- oder Jugendstrafe von fünf Jahren oder mehr verurteilt worden sind. Die ansonsten erforderlichen Voraussetzungen nach dem Staatsangehörigkeitsgesetz müssen dann nicht erfüllt werden. Auch die von Deutschland 1992 ratifizierte und seit 2010 vorbehaltlos anerkannte UN-Kinderrechtskonvention kodifiziert in Artikel 7 ein Recht des Kindes, eine Staatsangehörigkeit zu erwerben.
Nach dem Gesetz über die Erwerbung und den Verlust der Bundes- und Staatsangehörigkeit (des Norddeutschen Bundes) vom 1. Juni 1870 konnte Staatenlosigkeit bei längerem Auslandsaufenthalt eintreten; diese Bestimmung wurde durch das Reichs- und Staatsangehörigkeitsgesetz von 1913 aufgehoben.
In Deutschland existiert (Stand: 2023) kein bundesweit einheitliches Verfahren zur Feststellung der Staatenlosigkeit. Dies hat eine fehlende Rechtssicherheit zur Folge: Beispielsweise kann bei einem Umzug in ein anderes Bundesland ein Statuswechsel (von „staatenlos“ zu „ungeklärt“ oder umgekehrt) eintreten. Ende 2021 lebten in Deutschland 122.885 Menschen, die entweder als „staatenlos“ anerkannt (27.940 Menschen) oder mit einer „ungeklärten Staatsangehörigkeit“ registriert waren (94.945 Menschen). Nach Angaben des Sachverständigenrats für Integration stieg die Zahl bis 2024 auf mehr als 125.000 Menschen staatenlos (29.500 davon als staatenlos registriert, 96.000 mit ungeklärter Staatsangehörigkeit).